# ワニマガジン社
株式会社ワニマガジン社（ワニマガジンしゃ）は、日本の出版社。株式会社ワニブックスとは共にKKベストセラーズから独立した会社という共通点があるが、両者に人的・資本関係はない。三社とも、本を読むワニのイラストがシンボルマークである。

## 概要
1971年9月、株式会社ベストセラーズのグループ会社として岩瀬順三によって設立。その後、KKベストセラーズのグループから離脱。
1973年創刊の漫画エロトピアを中心に、アダルトコミックとアダルトグラビア誌の版元として台頭。1994年にはCOMIC快楽天を創刊。2019年、コンビニエンスストアでの成人向け雑誌取り扱い停止に伴い、書店向け雑誌へリニューアルされるまで、コンビニで販売される美少女系アダルトコミック誌の代表的な雑誌だった。また、アダルトコミックの版元としては珍しくアート志向が強く、robot・季刊GELATINなど、アダルト描写がないアートコミック誌も刊行していた。
2015年にはギャラリーspace caimanと厳選牛肉&有機野菜の店caiman tableをオープン。その後、表参道に系列店となるリストランテmisolaとセレクトワインショップSASALA両店舗を開店している。
2017年1月、株式会社Komifloの月額制エロマンガ読み放題サービスKomiflo（コミフロ）にCOMIC快楽天・COMIC失楽天・COMIC快楽天BEAST・COMIC X-EROSの提供を開始した。配信日は紙雑誌の発売日と同日となる。その後はデジタル向けにWEEKLY快楽天・異世快楽天などの新雑誌が創刊される一方、COMIC失楽天・COMIC X-EROSは紙媒体での発行を終了している（※2025年現在もデジタル版として存続）
2024年4月、space caiman2号店として渋谷にDéesse space caiman shibuyaが営業開始。
2024年12月にはCOMIC快楽天・30周年記念号（2025年2月号）が刊行され、雑誌・レーベルを問わず同社の刊行コミックス（約1,500冊）を網羅的に纏めた「WANIMAGAZINE COMICS CHRONICLE」が付属した。

## 刊行物

### 漫画雑誌
- COMIC快楽天（毎月29日発売）
- COMIC快楽天BEAST（毎月14日発売）

### デジタルコミック誌
- WEEKLY快楽天／WEEKLY快楽天SELECTION（2019年7月～）
- 異世快楽天／異世快楽天SELECTION（2021年9月～）
- COMIC失楽天 ※2020年12月号（10月17日発売）を以て休刊し、2021年1月号（2020年12月21日）からデジタル誌に完全移行
- COMIC X-EROS ※#104（2023年9月5日発売）を以て刊行終了し、#105からデジタル誌に完全移行

### コミックス
- ワニマガジンコミックススペシャル
- ワニマガジンコミックスログ（電子版限定）

## 過去の刊行物

### 雑誌
- 漫画エロトピア
- アクションHiP
- ヤングヒップ
- ヤングパラダイス
- 激漫
- 変玉
- 快楽天 星組
- コミックライジン
- 漫画パチスロファイター（2004年 - 2008年）※パチスロ漫画雑誌。
- Cute（1985年 - 2001年）※女性コミック誌
- やせるマンガ（1998年 - 2002年）
- アクションカメラ（1982年 - 2003年）※グラビア雑誌。
- 遊ぶマガジン
- Chuッ
- 勝ち組麻雀
- 人妻X倶楽部
- Chuッ スペシャル
- 華漫GOLD
- Yha!Hip&Lip
- COMIC快楽天XTC
- COMIC華漫

### ムック
- 紙のプロレスRADICAL
- ビーズBOOK

### コミックアンソロジー
- robot
- 季刊GELATIN
- ひめシリーズ

### 書籍
- ワニの穴
- メガヒット・ノベルズ

### コミックス
- ワニマガジンコミックス　※同社初となるコミックスレーベル[5]
- アクションカメラコミックス
- Cuteコミックス

### デジタルコミック誌
- COMIC はぴにんぐ（2017年-2018年）※同社初のデジタル漫画雑誌[6]